# Hélène Noesmoen
Hélène Noesmoen (Les Sables-d'Olonne, 31 de diciembre de 1992) es una deportista francesa que compite en vela en la clase iQFoil.
Ganó una medalla de oro en el Campeonato Mundial de IQFoil de 2021 y tres medallas de oro en el Campeonato Europeo de IQFoil entre los años 2020 y 2022.
Participó en los Juegos Olímpicos de París 2024, ocupando el séptimo lugar en la clase iQFoil.

## Palmarés internacional
| \| Campeonato Mundial \| Campeonato Mundial \| Campeonato Mundial \| Campeonato Mundial \| \| Año \| Lugar \| Medalla \| Clase \| \| ------------------ \| ------------------ \| ------------------ \| ------------------ \| \| 2021 \| Silvaplana (Suiza) \| Medalla de oro \| iQFoil \| \| Campeonato Europeo \| \| \| \| \| Año \| Lugar \| Medalla \| Clase \| \| 2020 \| Silvaplana (Suiza) \| Medalla de oro \| iQFoil \| \| 2021 \| Marsella (Francia) \| Medalla de oro \| iQFoil \| \| 2022 \| Torbole (Italia) \| Medalla de oro \| iQFoil \| |                    |                |        |
| Campeonato Mundial |                    |                |        |
| Año | Lugar              | Medalla        | Clase  |
| 2021 | Silvaplana (Suiza) | Medalla de oro | iQFoil |
| Campeonato Europeo |                    |                |        |
| Año | Lugar              | Medalla        | Clase  |
| 2020 | Silvaplana (Suiza) | Medalla de oro | iQFoil |
| 2021 | Marsella (Francia) | Medalla de oro | iQFoil |
| 2022 | Torbole (Italia)   | Medalla de oro | iQFoil |